# Schlosshotel (Detmold)
Das ehemalige Schlosshotel sowie das angrenzende Wohn- und Geschäftshaus bilden ein Doppelhaus, das seit 1991 als Baudenkmal in der Denkmalliste der Stadt Detmold, Kreis Lippe in Nordrhein-Westfalen eingetragen ist.

## Geschichte
Beim Schloss wurde um 1460 ein Hospital errichtet. Gestiftet wurde das Hospital vom lippischen Landesherr Bernhard VII. und seinem Bruder, dem späteren Paderborner Bischof Simon. Es trug damals schon den Namen „Heiliger Geist“ und wurde der heiligen Jungfrau Maria und der heiligen Gertrud gewidmet. 1580 zog das Hospital an den Bruchberg, zwischen Bruchstraße und Burggraben. An gleicher Stelle erfolgte zwischen 1613 und 1622 ein Neubau im Auftrag Simons VII. Das Hospital wurde im frühen 18. Jahrhundert auch als Waisenhaus genutzt und diente ab 1781 zudem als Lehrerseminar. Auf dem Nachbargrundstück stadteinwärts entstand 1752 das Zuchthaus, in dem am 11. Dezember 1801 Christian Dietrich Grabbe zur Welt kam.
Beide Gebäude wechselten 1851 in private Hand, das Waisenhaus wurde 1890 abgebrochen.
Reste des Heilig-Geist-Hospitals sind noch im Boden vorhanden und heute als Bodendenkmal ausgewiesen. Zwei erhaltene Wappensteine aus den Jahren 1613–1622 mit den Wappen Simons VII. und seiner Gemahlin Anna Katharina von Nassau-Wiesbaden befinden sich heute im Lippischen Landesmuseum.
Um 1895 erwarb der Privatbaumeister Albert Bruno das nun freie Grundstück und errichtete an der ehemaligen Bruchpforte ein viergeschossiges Doppelhaus in Massivbauweise. Der östliche Teil (Hausnummer 29) sollte als Wohn- und Geschäftshaus dienen, während der westliche Gebäudeteil das „Schloss-Hotel“ beherbergte, das von den Bewohnern Detmolds wegen seiner Lage am Schlossgraben auch „Hotel am Meer“ genannt wurde. Das Gebäude war nicht nur wegen seiner Architektur – es überragte mit seinen vier Geschossen die ganze Altstadt und stand zudem am höchsten Punkt – umstritten. Im Hotel gab es auch einen Barbetrieb, Damenbedienung und „völlig neue Attraktion“. Das Hotel scheiterte in der seinerzeit nur rund 12.000 Einwohner zählenden Stadt und ging 1918 in den Besitz des Zigarrenhändlers Hans Pieper über, der es ebenso wie das Nebengebäude zu einem Wohnhaus mit Ladengeschäft im Erdgeschoss umbaute.
Nach mehreren Um- und Anbauten erfolgte im Jahr 1991 ein Rückbau der Fassade nach historischem Vorbild.

## Architektur
Massives, viergeschossiges Doppelhaus mit schiefergedecktem Mansarddach. Eine umlaufende schmiedeeiserne Dachbrüstung ist nicht mehr erhalten. Die Front zur Straßenseite ist über beide Gebäudeteile gegliedert durch Gesimse, profilierte Fenstereinfassungen, Lisenen mit Stuckdekorationen, Ziegelsteinflächen in den beiden oberen Geschossen und geschwungene Fensterverdachungen mit Rocaillen im zweiten Obergeschoss. Die Gebäuderückseite ist schlichter gehalten, weist aber ebenfalls die Stockwerkgliederung mit Gesimsen auf. Zum Denkmal gehören auch die Schlossgrabenmauern mit steinernen Balustraden und halbkreisförmigen Plattformen auf gedrungenen Säulen. Die Plattformen werden zum Burggraben von verzierten Schmiedeeisengittern eingezäunt.

### Nr. 29
Der Gebäudeteil hat zur Bruchstraße vier Fensterachsen, die mittleren beiden kragen ab dem ersten Obergeschoss hervor und bilden einen viergeschossigen Erker (inklusive Dachgeschoss). Ein steiles Walmdach mit schmiedeeiserner Firstbekrönung auf dem Erker wurde 1936 entfernt. An der Gebäuderückseite befindet sich ein polygonaler Eckturm am Übergang zu Haus 31. Das Turmdach war ursprünglich noch aufwendiger gestaltet.

### Nr. 31
Zur Bruchstraße im ersten Obergeschoss drei Gruppen aus jeweils drei Fenstern, in den Geschossen darüber drei Gruppen à zwei Fenster. Die Stirnseite zur Berlebecke besteht aus vier Fensterachsen, wobei die beiden rechten Achsen durch einen dreigeschossigen, geknickten Altan hervorgehoben werden. Im Dachgeschoss befinden sich zwei aufwendig gestaltete Zwerchhäuser und vier bauzeitliche Dachgauben.
Der rückseitige Erker über die beiden rechten Fensterachsen war analog dem straßenseitigen Erker von Haus 29 gestaltet. Durch einen zweigeschossigen Anbau von 1924 lässt sich die Gestaltung heute aber nicht mehr vollständig erkennen. Auch hier wurde 1936 das steile Walmdach entfernt.

## Bilder

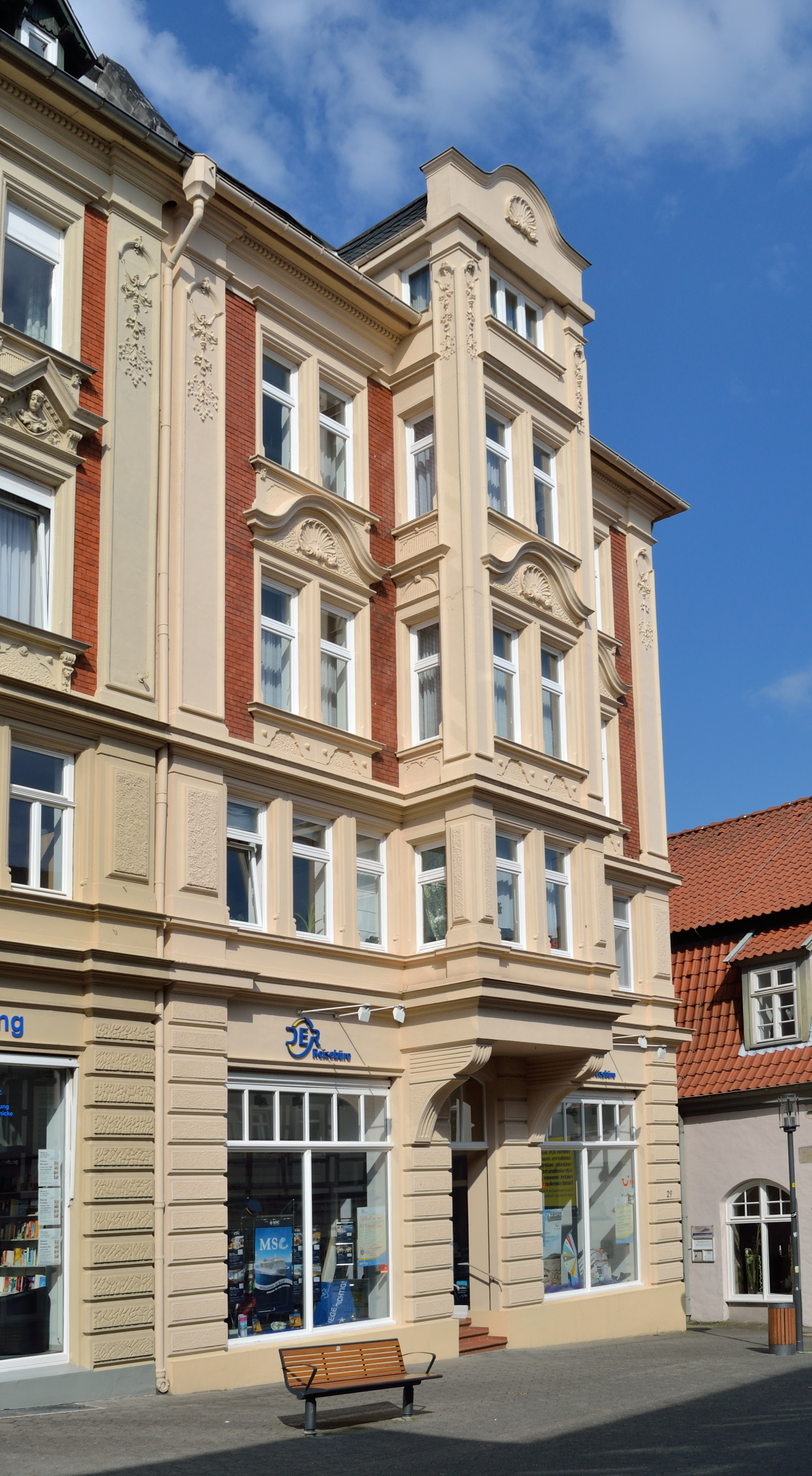
Bruchstraße 29
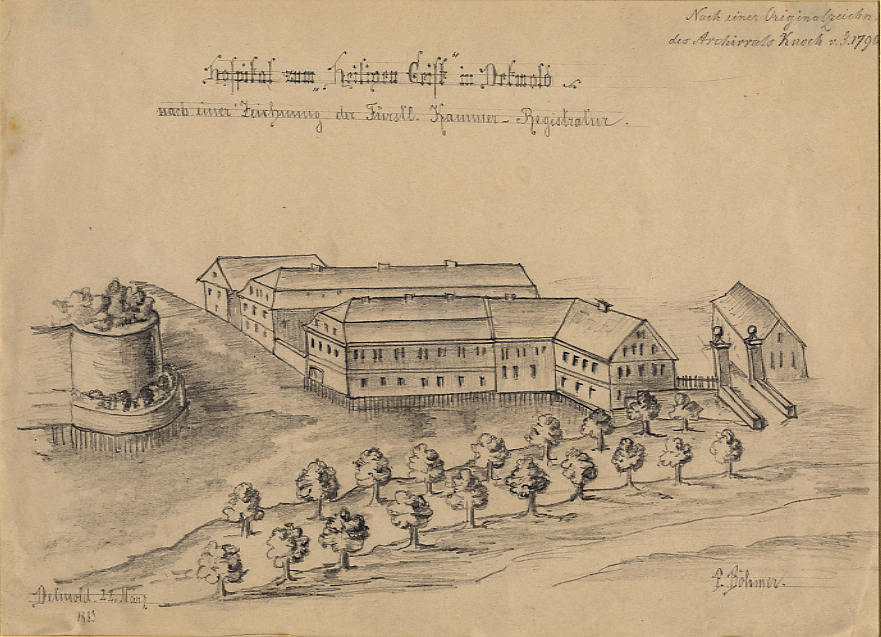
Hospital und Zuchthaus um 1790
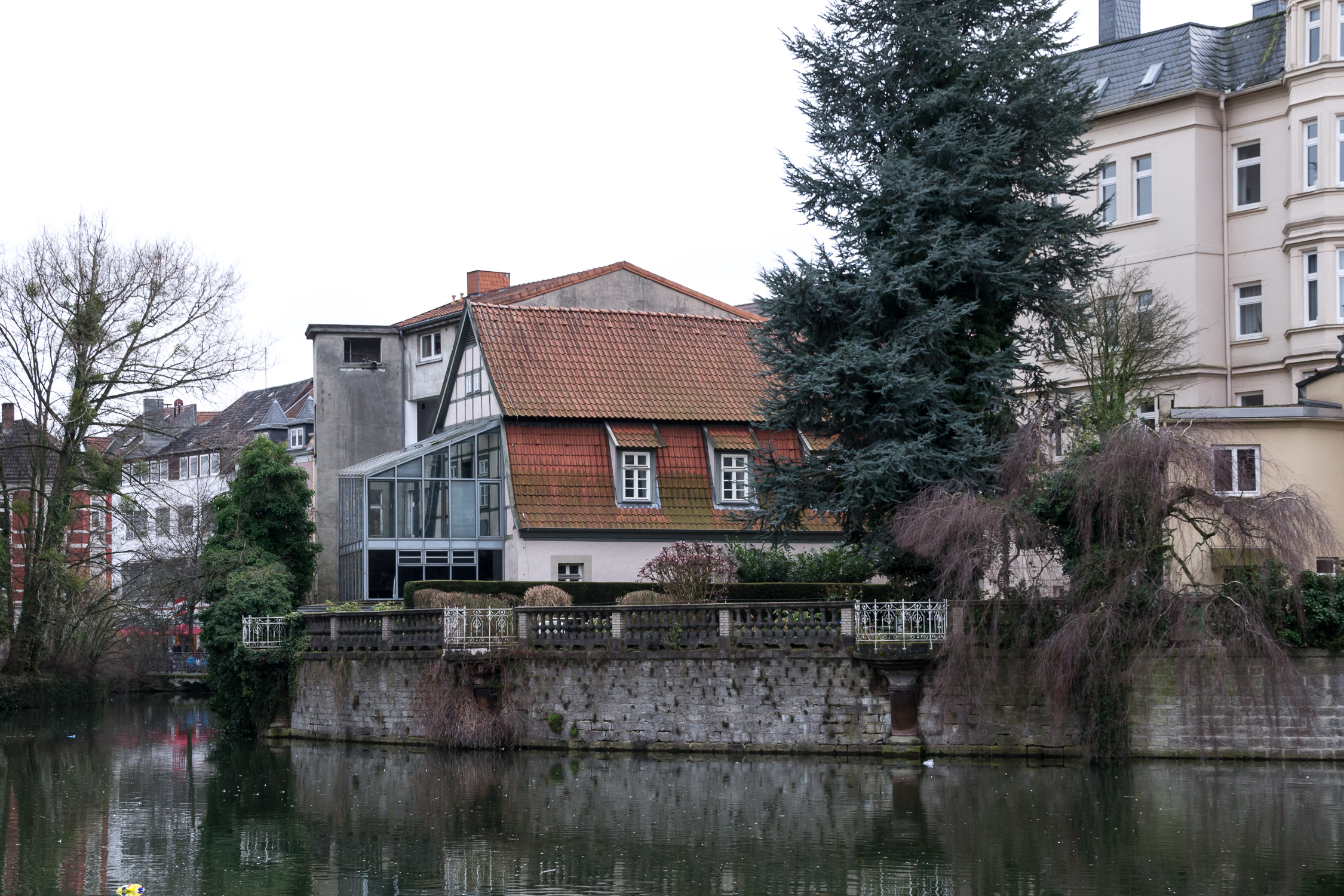
Bodendenkmal auf der Rückseite
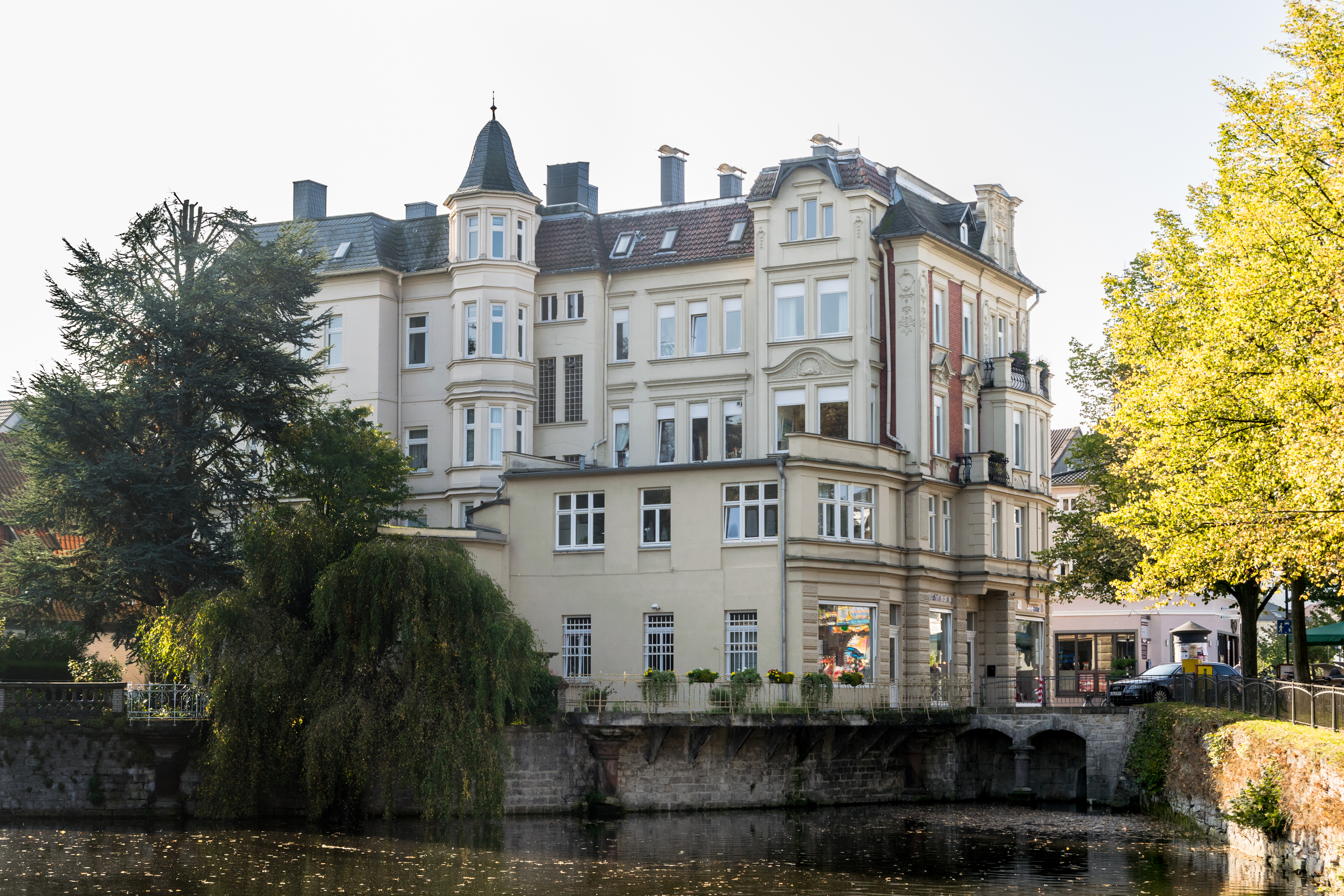
Gesamt-Rückansicht, 2014